# Museo de Bellas Artes de Burdeos
El Museo de Bellas Artes de Burdeos (Musée des beaux-arts de Bordeaux) se encuentra dentro del complejo del Palacio Rohan, en el centro de la ciudad, y es una de las mayores galerías de Francia fuera de París. Fue creado después del decreto de 31 de agosto de 1801, que fue seguido el Decreto Chaptal, con la propuesta de repartir las obras del Museo Central en 15 grandes ciudades de la provincia. El nacimiento del museo fue también gracias a la perseverancia del pintor Pierre Lacour (1745-1814), quien fue su fundador y primer director.
En frente del museo se tiene la Galería de Bellas Artes, el lugar de exposiciones temporales.

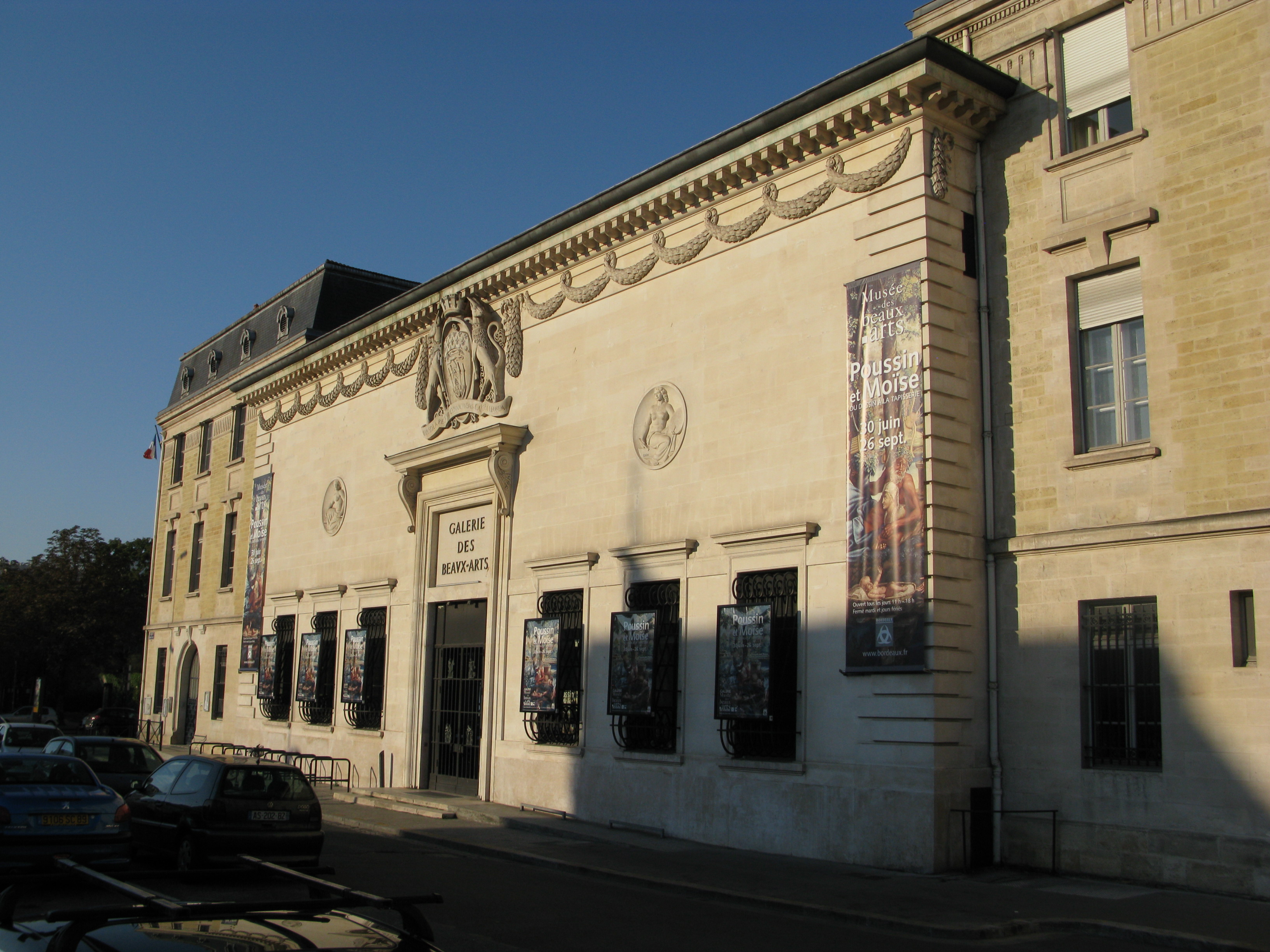
Galerie des beaux-arts de Bordeaux

## Colecciones
El museo tiene una colección grande y rica de la pintura europea, desde el Quattrocento hasta los tiempos modernos. Es particularmente conocido por su colección de pintores flamencos del siglo XVII y pintura holandesa, con obras de artistas famosos como Anthony van Dyck, Rubens, Jacob Jordaens, Frans Hals, David Teniers el Joven, Jacob Ruysdael y Jan Brueghel el Viejo. 
La pintura italiana está bien representada, con obras de grandes artistas como Perugino, Tiziano, Veronés, Jacopo Bassano, Giorgio Vasari, el Domenichino, Pietro da Cortona, Luca Giordano y Sebastiano Ricci. 
La pintura francesa está obviamente presente, con pinturas de Nicolas Poussin, Claude Lorrain, Pierre Mignard, François Boucher, Jean-Baptiste-Simeon Chardin o Jean-Baptiste Greuze. Sobresale el arte del siglo XIX francés, con sus grandes maestros que revolucionaron la pintura: Eugene Delacroix, (Grecia expirante entre las ruinas de Missolonghi), Camille Corot, Pierre-Auguste Renoir, Georges Seurat, Mary Cassatt, Henri de Toulouse-Lautrec... Les siguen Odilon Redon, Pierre Bonnard, Félix Vallotton, Henri Matisse, Albert Marquet, Oskar Kokoschka, Chaim Soutine y André Masson.
España y Gran Bretaña están presentes con artistas tan importantes como Francisco de Zurbarán, Bartolomé Esteban Murillo, Pablo Picasso (con su obra Olga lisant), Joshua Reynolds, Thomas Lawrence y Benjamin West. 
Posee 20000 volúmenes en su rica biblioteca.

## Galería

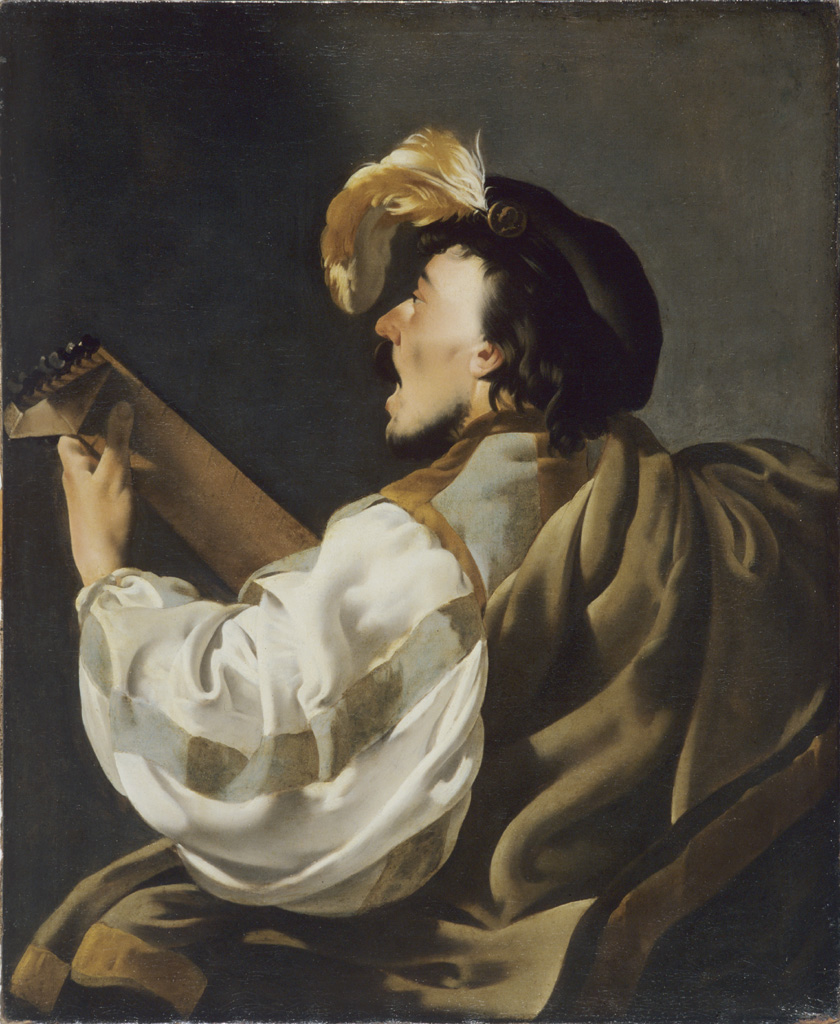
Hendrick Ter Brugghen, Un chanteur accompagnant au luth, before 1629.
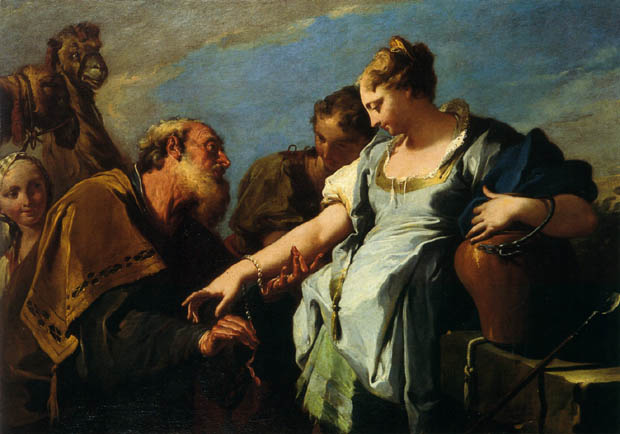
Giambattista Pittoni, Eliezer and Rebecca, before 1725.
Delacroix, Grecia expirante entre las ruinas de Missolonghi.
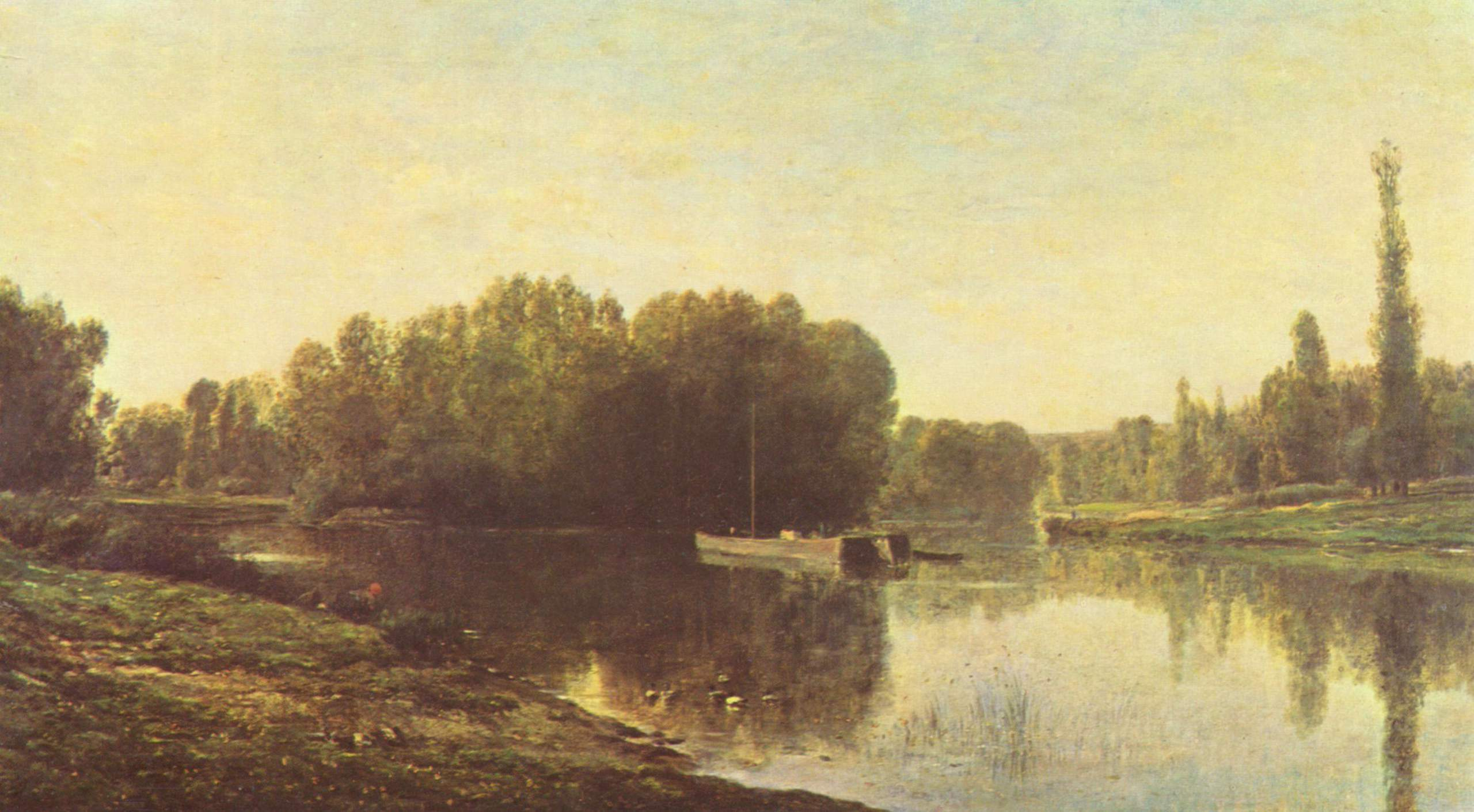
Daubigny, The banks of the Oise.
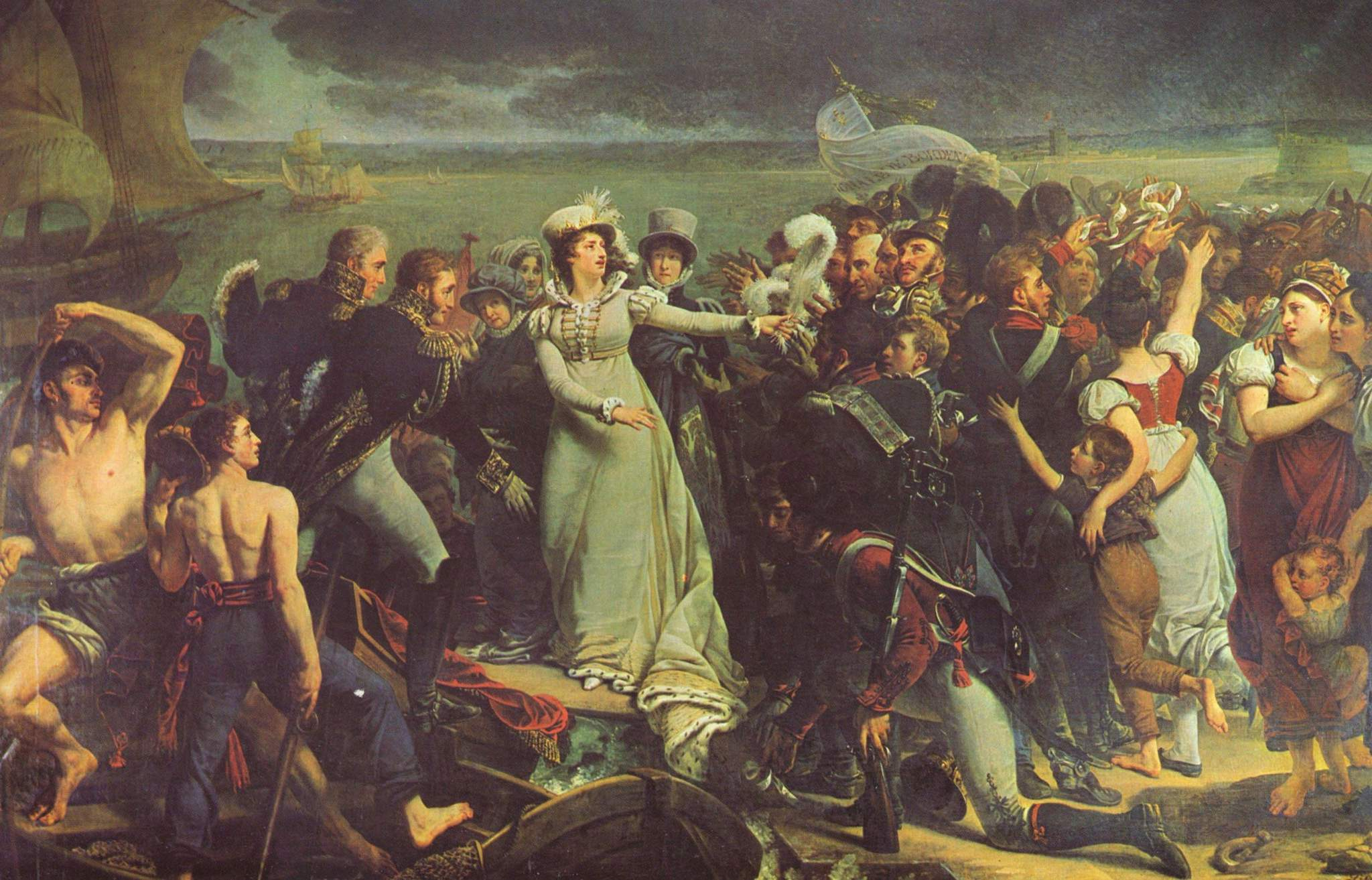
Antoine-Jean Gros, L'embarquement de la duchesse d'Angoulême.
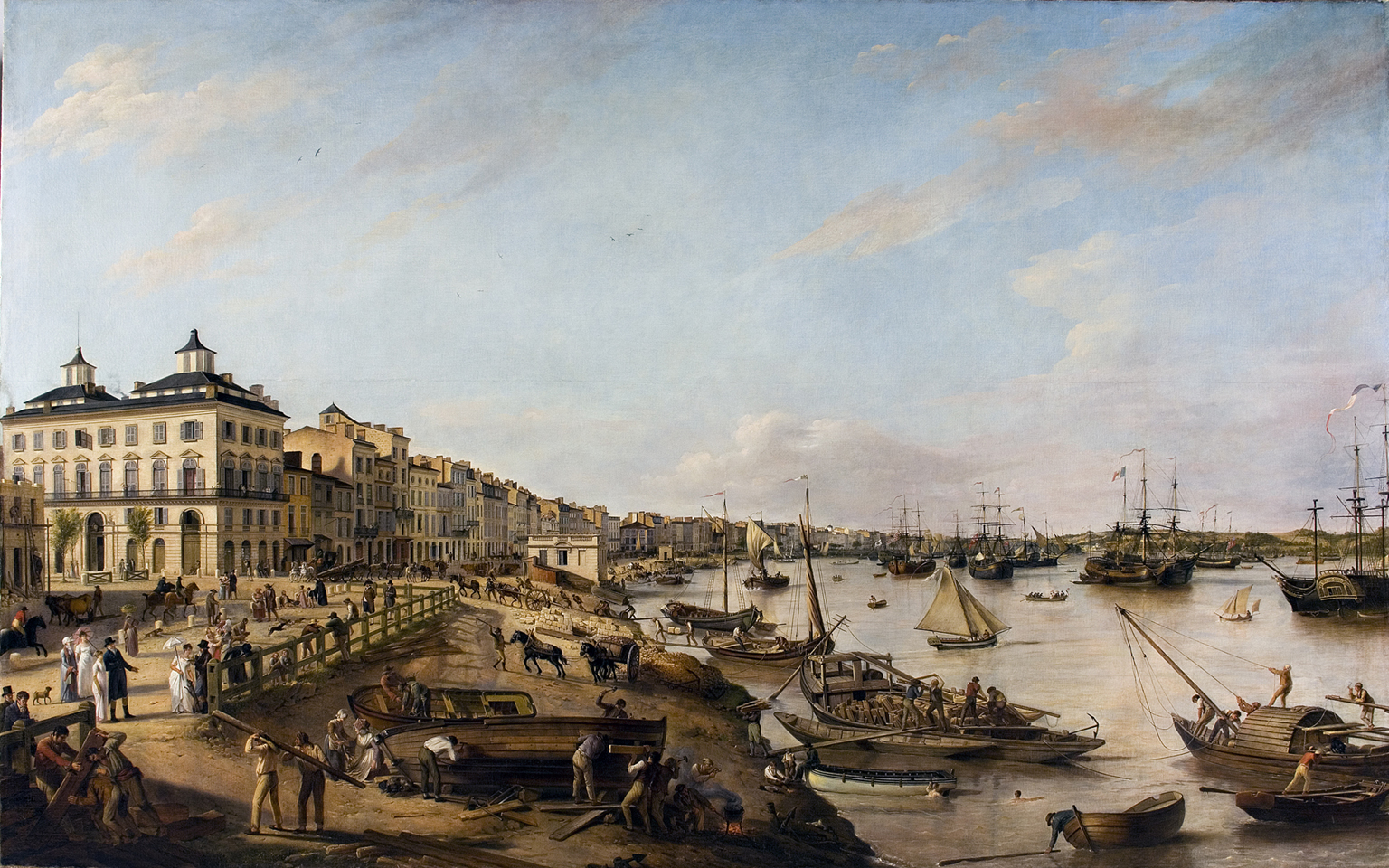
Pierre Lacour, Vue d’une partie du port et des quais de Bordeaux dits des Chartrons et de Bacalan, 1804.
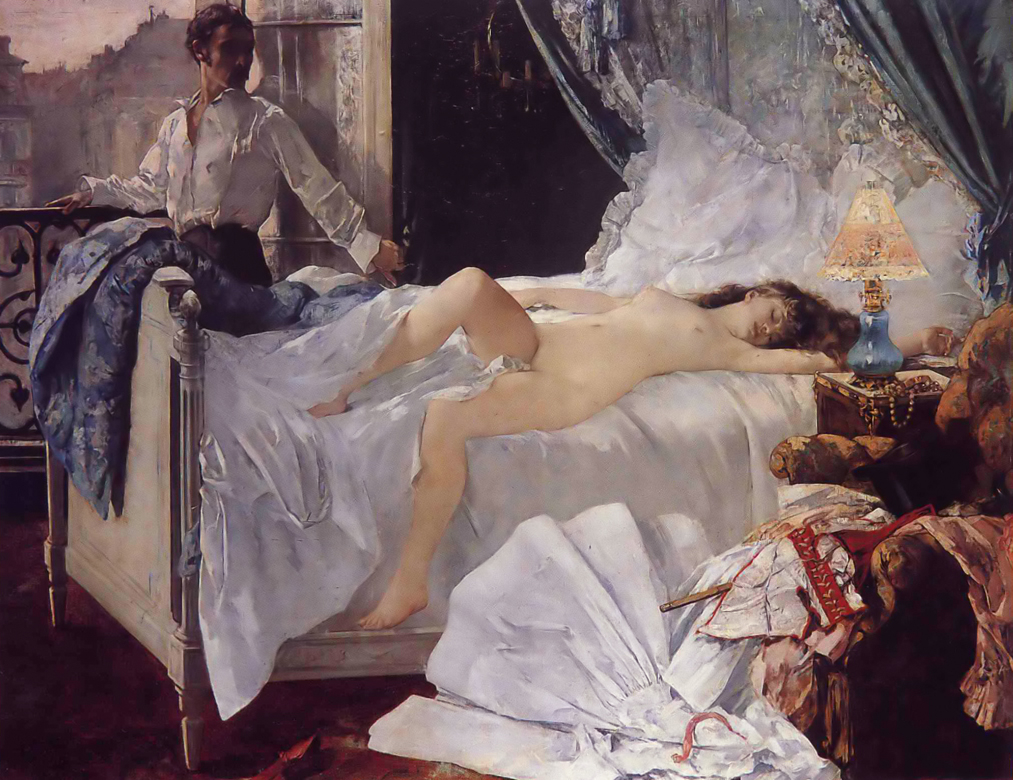
Henri Gervex, Rolla, 1878,.
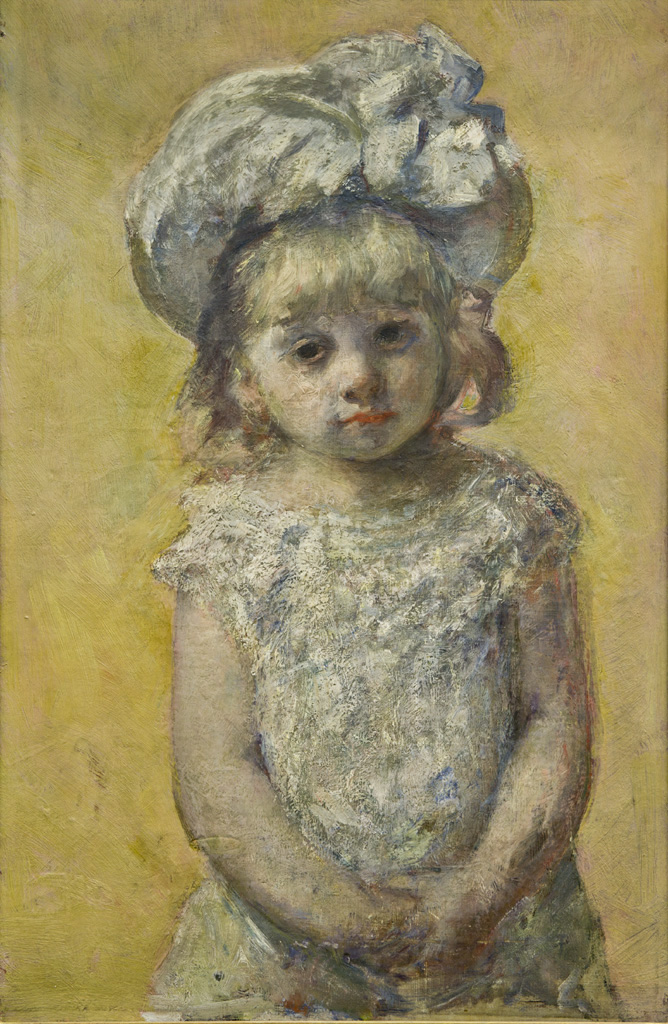
Mary Cassatt, Portrait de fillette, 1879.
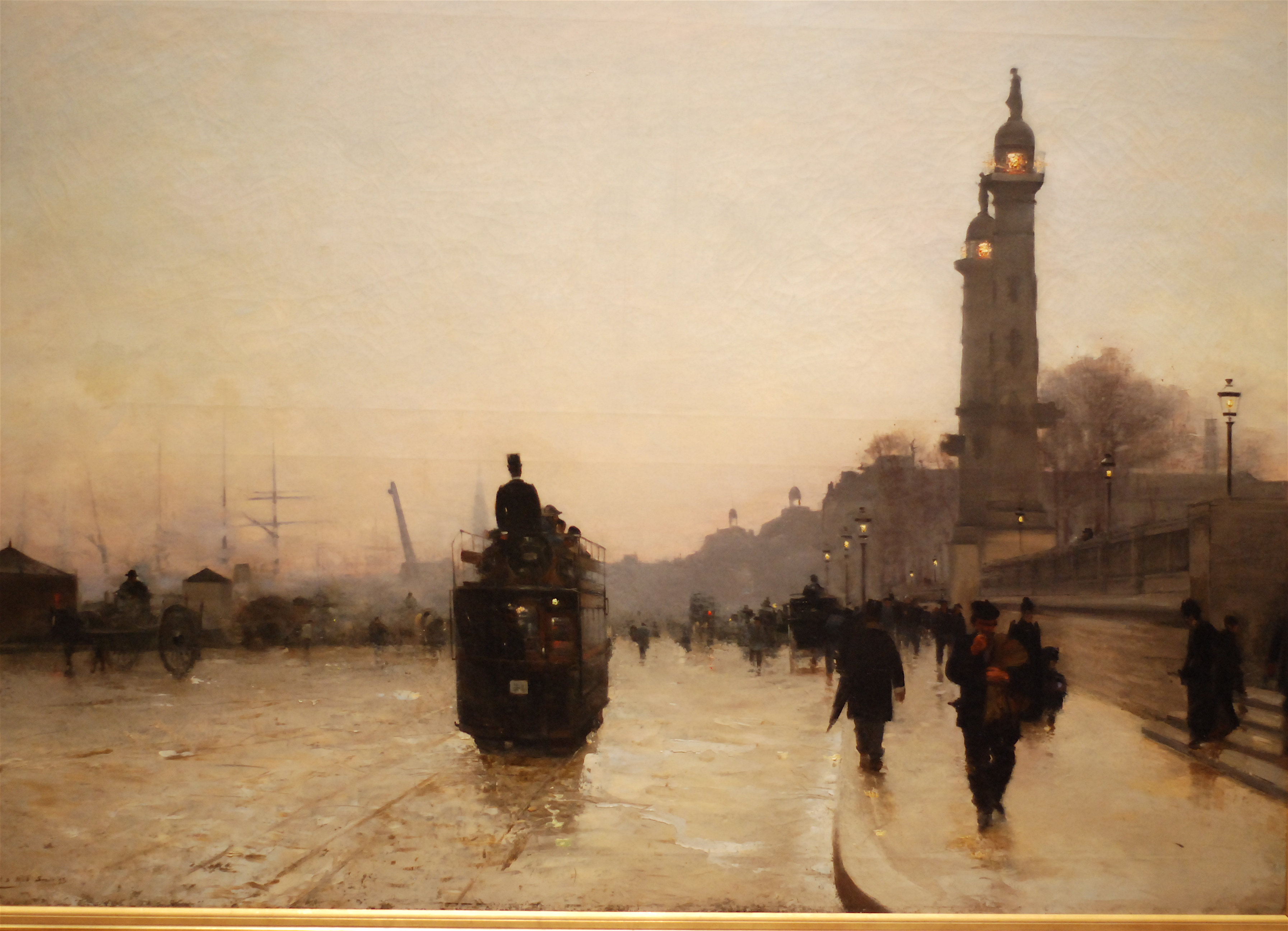
Alfred Smith, Le quai de Bacalan à Bordeaux le soir, 1883,.
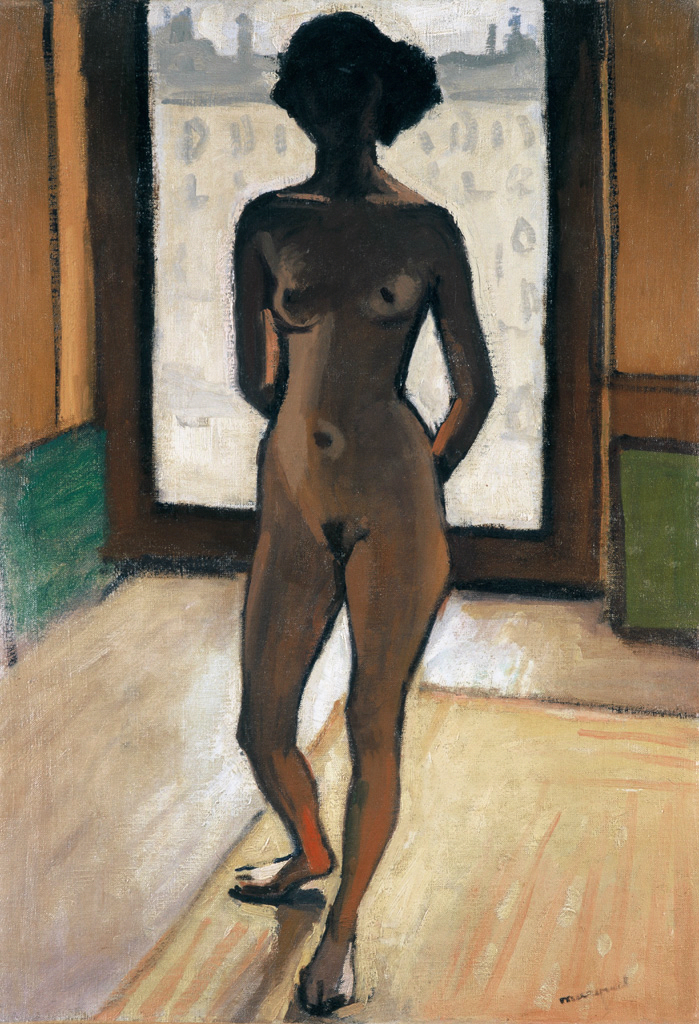
Albert Marquet, Nu en contre-jour, 1909.
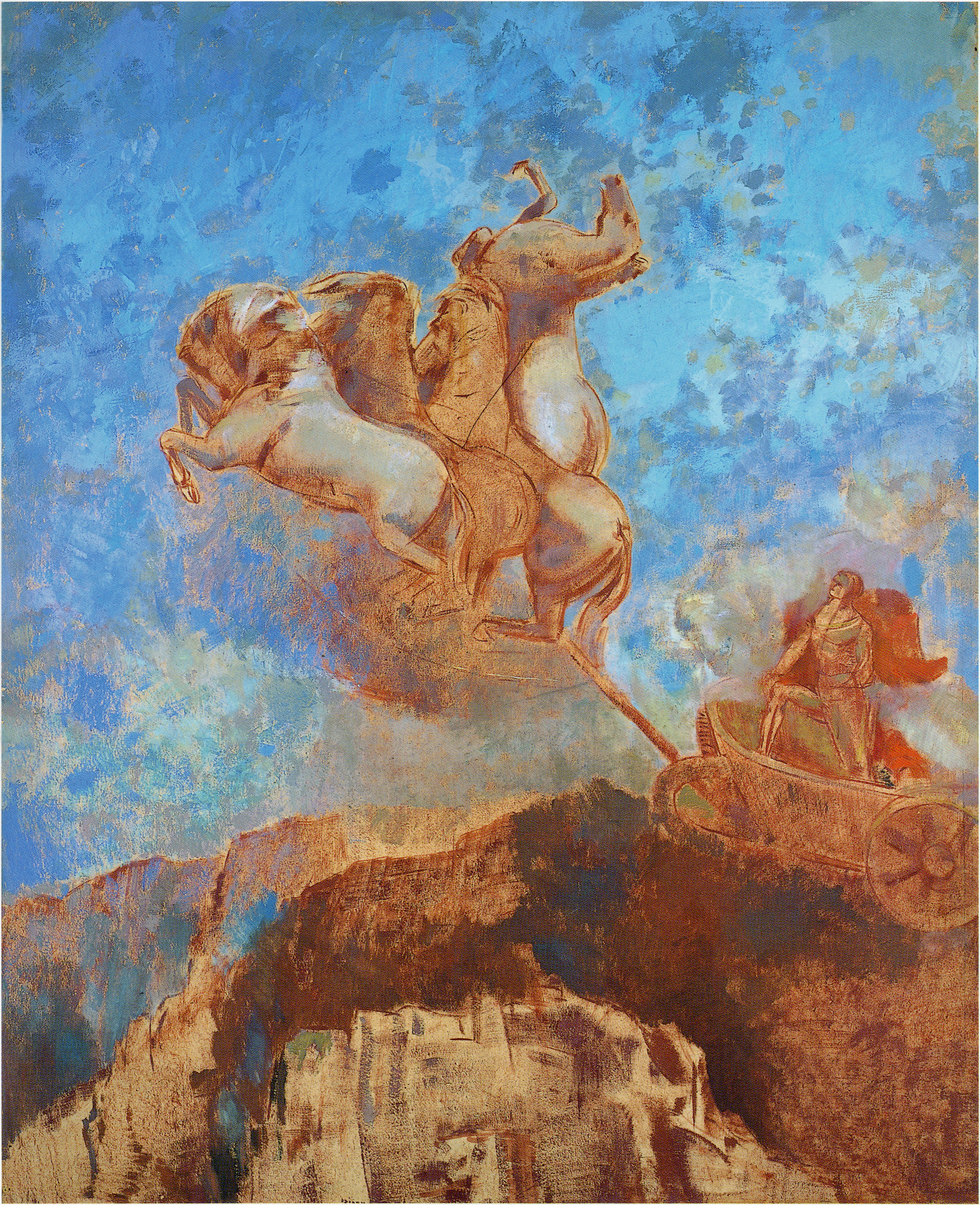
Odilon Redon, The Chariot of Apollo, 1909.